# Hans-Dieter Lucas

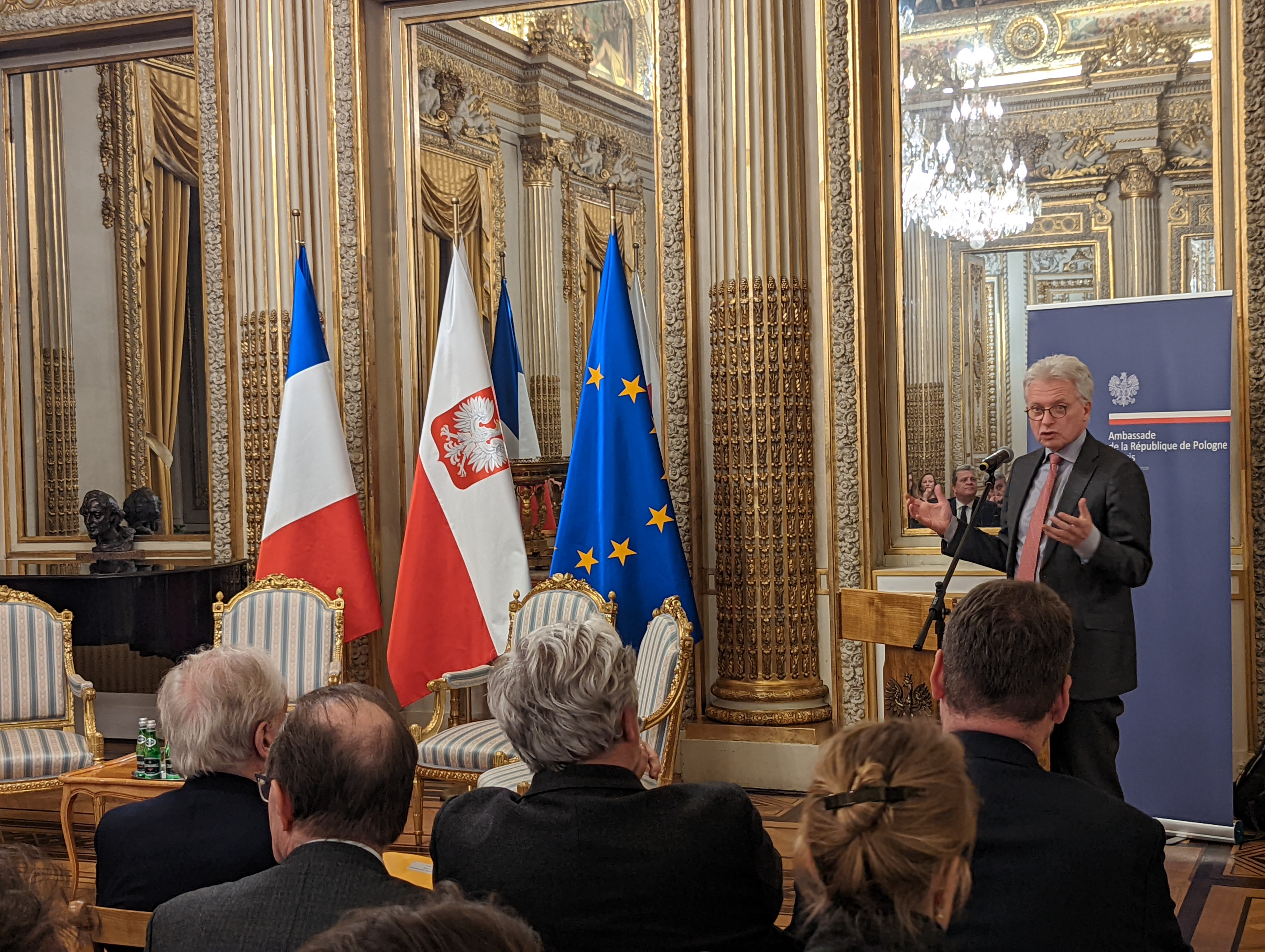
Hans-Dieter Lucas (2023)

Hans-Dieter Lucas (Jülich, 11 ottobre 1959) è un diplomatico tedesco ambasciatore tedesco in Italia dal settembre 2023.

## Biografia
Dopo aver superato l'esame di maturità, Hans-Dieter Lucas ha iniziato nel 1978 gli studi universitari in storia, scienze politiche, giurisprudenza e teologia cattolica alla Rheinische Friedrich-Wilhelms-Universität di Bonn e a Parigi. Si è laureato nel 1984. Hans-Dieter Lucas, che è sposato e ha un figlio, nel 2015 ha ricevuto l'onorificenza di Ufficiale dell'Ordine al Merito della Repubblica Federale di Germania, nel 2016 la Croce di Cavaliere della Legione d'Onore della Repubblica Francese e nel 2020 la Croce d'Onore della Bundeswehr in Oro.

### Carriera diplomatica
Nel 1985 ha iniziato la formazione presso l'Istituto Diplomatico del Ministero degli affari esteri a Bonn-Ippendorf. Conclusa questa formazione con l'esame di ingresso nella carriera diplomatica superiore, dal 1987 al 1989 ha prestato servizio nella Direzione generale per gli affari politici del Ministero federale degli affari esteri a Bonn e successivamente, dal 1989 al 1991, nell'Ufficio economico dell'Ambasciata di Mosca. Nel 1990 ha concluso il dottorato di ricerca all'università di Bonn con una tesi intitolata “L'Europa dall'Atlantico agli Urali? La politica europea e il pensiero europeo nella Francia dell'era di de Gaulle (1958-1969)”. Dopo il suo rientro, dal 1995 al 1998 ha lavorato nella Divisione per i Paesi Baltici della Direzione generale per gli affari politici del Ministero federale degli affari esteri, successivamente, dal 1995 al 1998, ha diretto la segreteria particolare dell'ex Ministro federale degli affari esteri Hans-Dietrich Genscher ha diretto la segreteria particolare dell'ex Ministro federale degli affari esteri Hans-Dietrich Genscher, ha assunto poi, dal 1998 al 1999, la guida dell'unità per la redazione dei discorsi dell'allora Ministro federale degli affari esteri Klaus Kinkel.
Nel 1999 Hans-Dieter Lucas è diventato Capo dell'ufficio stampa dell'Ambasciata di Washington, attività che ha svolto fino al 2003. In seguito, tra il 2003 e il 2006, è stato a capo della Divisione per l'Europa centrale, sudorientale e orientale, il Caucaso del sud, l'Asia centrale della Direzione generale per la politica estera e di sicurezza nella Cancelleria federale. Dal 2006 al 2010 ha ricoperto la posizione di Incaricato per l'Europa orientale, il Caucaso e l'Asia centrale, con il rango di Ambasciatore, presso il Ministero federale degli affari esteri. Fra il 2010 e il 2011 è stato Rappresentante della Repubblica Federale di Germania presso il Comitato politico e di sicurezza dell'Unione Europea a Bruxelles, nel rango di Ambasciatore. Dal 2011 al 2015 è stato Direttore politico al Ministero federale degli affari esteri di Berlino. In tale funzione, ha guidato i lunghi negoziati fra UE3+3 (Cina, Germania, Francia, Russia, USA, Regno Unito e Unione europea) e l'Iran. Questi negoziati sono terminati il 14 luglio 2015 con la conclusione del Joint Comprehensive Plan of Action (JCPOA).
A luglio 2015 Hans-Dieter Lucas è subentrato a Martin Erdmann quale Rappresentante permanente della Germania presso la Nato a Bruxelles. A settembre 2020 è succeduto a Nikolaus Meyer-Landrut come Ambasciatore della Germania a Parigi.
A settembre 2023, Hans-Dieter Lucas è diventato Ambasciatore della Repubblica Federale di Germania in Italia e San Marino.
Hans-Dieter Lucas, nel 2015 ha ricevuto l'onorificenza di Ufficiale dell'Ordine al Merito della Repubblica Federale di Germania, nel 2016 la Croce di Cavaliere della Legione d'Onore della Repubblica Francese e nel 2020 la Croce d'Onore della Bundeswehr in Oro. Il 28 marzo 2025 è stato insignito del grado di Commendatore della Legion d’Onore dalla Repubblica Francese.

## Opere
- L'Europa dall'Atlantico agli Urali? : La politica europea e il pensiero europeo in Francia all'epoca di De Gaulle (1958 - 1969) , Tesi di laurea Università di Bonn, Bouvier Verlag 1992, ISBN 978-3-416-02400-6
- Genscher, Germania ed Europa, Nomos Verlag 2002, ISBN 978-3-7890-7816-3
- Nel 21º secolo il mondo non ha più una politica di sicurezza basata sui valori comuni. secolo , in: Rutz, Michael (a cura di) , Mondo in pericolo: approfondimenti e vie d'uscita, Herder Verlag, 2018, pp. 27-49 978-3451399862